# Prix musical du conseil nordique
Le prix musical du conseil nordique est une récompense décernée chaque année par le NOMUS, le comité de la musique nordique, attribuée alternativement à un compositeur vivant et à un interprète ou un groupe.

## Le comité de la musique nordique
Le comité de la musique nordique, communément appelé NOMUS (NOrdic MUSic) est une division du Conseil nordique, il est composé de deux délégués de chaque pays nordique et des observateurs des trois zones indépendantes (Groenland, Îles Féroé, Åland).
Le conseil nordique possède quatre comités artistiques:
- Le comité de la littérature nordique (NORDBOK)
- Le comité de la musique nordique (NOMUS: NOrdic MUSic)
- Le centre nordique pour l'art du spectacle (NordScen)
- L'institut nordique pour l'art contemporain (NIFCA: The Nordic Institute for Contemporary Art)

Le NOMUS tend à promouvoir la coopération musicale entre les pays nordiques en subventionnant des commandes d'œuvres, des représentations musicales, des séminaires, des conférences et des cours d'enseignement.

## Le prix musical du conseil nordique
La récompense fut initiée en 1965 et décernée seulement tous les trois ans, puis tous les deux ans. Depuis 1990, c'est chaque année que le prix est attribué, alternativement à un œuvre musicale d'un compositeur nordique vivant et à un ensemble musical composé d'une ou plusieurs personnes hautement artistique et technique.
En plus de la récompense, 350 000 couronnes danoises (soit 46 936,32 euros en mai 2011) sont octroyés au(x) lauréat(s).

## Lauréats
| Année | Compositeur et musicien            | Pays       | Commentaires                                         |
| ----- | ---------------------------------- | ---------- | ---------------------------------------------------- |
| 2024  | Rune Glerup                        | Danemark   |                                                      |
| 2023  | Maija Kauhanen                     | Finlande   |                                                      |
| 2022  | Karin Rehnqvist                    | Suède      |                                                      |
| 2021  | Eivør Pálsdóttir                   | Îles Féroé |                                                      |
| 2020  | Sampo Haapamäki                    | Finlande   |                                                      |
| 2019  | Gyða Valtýsdóttir                  | Islande    |                                                      |
| 2018  | Nils Henrik Asheim                 | Norvège    |                                                      |
| 2017  | Susanna Mälkki                     | Finlande   |                                                      |
| 2016  | Hans Abrahamsen                    | Danemark   |                                                      |
| 2015  | Svante Henryson                    | Suède      |                                                      |
| 2014  | Simon Steen-Andersen               | Danemark   | Prix pour le compositeur                             |
| 2013  | Pekka Kuusisto                     | Finlande   | Dreymi                                               |
| 2012  | Anna S. Þorvaldsdóttir             | Islande    |                                                      |
| 2011  | Mats Gustafsson                    | Suède      | Prix pour l'artiste-saxophoniste                     |
| 2010  | Lasse Thoresen                     | Norvège    | Prix pour l'artiste-compositeur                      |
| 2009  | Kari Kriikku                       | Finlande   | Prix pour l'artiste-clarinettiste                    |
| 2008  | Peter Bruun                        | Danemark   | Miki Alone                                           |
| 2007  | Eric Ericson                       | Suède      | Prix pour l'artiste-chœur de chambre                 |
| 2006  | Natasha Barrett                    | Norvège    | ...fetters... (composition électroacoustique)        |
| 2005  | Cikada Ensemble                    | Norvège    | Prix pour l'artiste-groupe                           |
| 2004  | Haukur Tómasson                    | Islande    | Gudrun's 4. Lied (Opéra de chambre 1996)             |
| 2003  | Mari Boine                         | Norvège    | Prix pour l'artiste-chanteur                         |
| 2002  | Sunleif Rasmussen                  | Îles Féroé | Symphony no. 1 - Oceanic Days (Orchestre)            |
| 2001  | Palle Mikkelborg,                  | Danemark   | Prix pour l'artiste-trompettiste                     |
| 2000  | Kaija Saariaho                     | Finlande   | Lonh (Soprano et électronique)                       |
| 1999  | Leif Segerstam                     | Finlande   | Prix pour l'artiste-chef d'orchestre                 |
| 1998  | Rolf Wallin                        | Norvège    | Concerto pour clarinette et orchestre                |
| 1997  | Björk                              | Islande    | Prix pour l'artiste-chanteur pop                     |
| 1996  | Bent Sørensen                      | Danemark   | Sterbende Gärten (Concerto pour violon et orchestre) |
| 1995  | Eric Ericson                       | Suède      | Prix pour l'artiste-chef de chœur                    |
| 1994  | Jouni Kaipainen                    | Finlande   | Die Sternennacht                                     |
| 1993  | Orchestre de chambre d'Ostrobotnie | Finlande   | Prix pour l'artiste-orchestre de chambre             |
| 1992  | Anders Eliasson                    | Suède      | Symfoni nr 1                                         |
| 1991  | Nils-Henning Ørsted Pedersen       | Danemark   | Prix pour l'artiste-bassiste de jazz                 |
| 1990  | Olav Anton Thommessen              | Norvège    | Gjennom Prisme (violoncelle, orgue, orchestre)       |
| 1988  | Magnus Lindberg                    | Finlande   | Kraft (orchestre symphonique, électronique)          |
| 1986  | Hafliði Hallgrímsson               | Islande    | Poemi (violon solo et orchestre à cordes)            |
| 1984  | Sven-David Sandström               | Suède      | De ur alla minnen fallna (Requiem)                   |
| 1982  | Åke Hermansson                     | Suède      | Utopia                                               |
| 1980  | Pelle Gudmundsen-Holmgreen         | Danemark   | Symfoni og Antifoni                                  |
| 1978  | Aulis Sallinen                     | Finlande   | Ratsumies („der Reiter”, Opéra)                      |
| 1976  | Atli Heimir Sveinsson              | Islande    | Concerto pour flûte et orchestre                     |
| 1974  | Per Nørgård                        | Danemark   | Gilgamesh (Opéra)                                    |
| 1972  | Arne Nordheim                      | Norvège    | ECO                                                  |
| 1970  | Lars Johan Werle                   | Suède      | Drömmen om Therèse                                   |
| 1968  | Joonas Kokkonen                    | Finlande   | Symphonie no. 3                                      |
| 1965  | Karl-Birger Blomdahl               | Suède      | Aniara (Opéra)                                       |